# Disney XD
A Disney XD egy amerikai televíziós csatorna, mely elérhető digitális, illetve analóg módon is. Üzemeltetője az amerikai Disney-ABC Television Group. Testvércsatornája a Magyarországon is elérhető Disney Channel. A Disney XD törekszik az animációs sorozatok vetítésére, de megtalálhatók a csatornán saját gyártású műsorok, mint a Zeke és Luther.
A Disney XD programkínálatát 6-14 éves fiúknak ajánlja, egyes műsorait pedig HD minőségben is sugározza.

## Vetített filmek, sorozatok

### Élőszereplős sorozatok
| Eredeti cím                             | Magyar cím                                      | Eredeti bemutató  | Magyar bemutató (Disney Channel)   |
| --------------------------------------- | ----------------------------------------------- | ----------------- | ---------------------------------- |
| Kirby Buckets                           | Kirby Buckets kalandjai                         | 2014. oktober 20. | 2016. május 28.                    |
| Gamer’s Guide to Pretty Much Everything | Egy videojátékos majdnem mindenre jó kézikönyve | 2015. július 22.  | 2017. január 7.-2018. január 18.   |
| Walk the Prank                          |                                                 | 2016. április 6.  |                                    |
| Mech-X4                                 |                                                 | 2016. december 5. | 2019. december 2.-2020. január 31. |

### Animációs sorozatok
| Eredeti cím                                    | Magyar cím                                   | Eredeti bemutató    | Magyar bemutató (Disney Channel)    |
| ---------------------------------------------- | -------------------------------------------- | ------------------- | ----------------------------------- |
| Star Wars Rebels                               | Star Wars: Lázadók                           | 2014. október 3.    | 2014. október 5.-2018. május 6.     |
| Penn Zero: Part-Time Hero                      | Penn Zero, a félállású hős                   | 2014. december 5.   | 2016. március 14.-2017. október 29. |
| Star vs. the Forces of Evil                    | Csillag kontra Gonosz Erők                   | 2015. január 18.    | 2015. augusztus 16.                 |
| Lego Star Wars: The Freemaker Adventures       | Lego Star Wars: A Freemaker család kalandjai | 2016. június 20.    | 2016. október 17.                   |
| Pickle and Peanut                              |                                              | 2015. szeptember 2. |                                     |
| Future-Worm!                                   |                                              | 2016. augusztus 1.  |                                     |
| Milo Murphy's Law                              | Milo Murphy törvénye                         | 2016. október 3.    | 2017. május 13.                     |
| Billy Dilley’s Super-Duper Subterranean Summer |                                              | 2017. június 3.     |                                     |

### Rövid sorozatok
| Eredeti cím   | Magyar cím | Eredeti bemutató    | Magyar bemutató (Disney Channel) |
| ------------- | ---------- | ------------------- | -------------------------------- |
| Two More Eggs |            | 2015. augusztus 10. |                                  |

### Marvel sorozatok
| Eredeti cím             | Magyar cím              | Eredeti bemutató    | Magyar bemutató                       |
| ----------------------- | ----------------------- | ------------------- | ------------------------------------- |
| Avengers Assemble       | Bosszúállók újra együtt | 2013. május 16.     | 2015. október 15. (RTL Klub)          |
| Guardians of the Galaxy | A galaxis őrzői         | 2015. augusztus 1.  | 2016. december 3. (RTL Spike)         |
| Spider-Man              | Marvel Pókember         | 2017. augusztus 19. | 2017. szeptember 16. (Disney Channel) |

### Más adóról átvett sorozatok

#### Animációs
| Eredeti cím                          | Magyar cím     | Eredeti bemutató   | Magyar bemutató                     |
| ------------------------------------ | -------------- | ------------------ | ----------------------------------- |
| Camp Lakebottom                      | Zombik szigete | 2013. július 13.   | 2014. május 18. (Disney Channel)    |
| Doraemon: Gadget Cat from the Future |                | 2014. július 7.    |                                     |
| Yo-Kai Watch                         | Yo-kai őrzők   | 2014. január 8.    | 2016. május 7. (Cartoon Network)    |
| Counterfeit Cat                      | Hamis cica     | 2016. június 27.   | 2016. augusztus 7. (Disney Channel) |
| Fangbone!                            |                | 2016 július 5.     |                                     |
| Atomic Puppet                        |                | 2016. május 28.    |                                     |
| Beyblade: Burst                      |                | 2016. december 19. |                                     |
| Pokémon the Series: XY               |                | 2017. február 11.  |                                     |
| Pokémon the Series: XY Kalos Quest   |                | 2017. április 8.   |                                     |
| Pokémon the Series: Sun & Moon       |                | 2017. május 12.    |                                     |
| Pokémon the Series: XYZ              |                | 2017. június 8.    |                                     |

## Jövőbeli sorozatok

### Animációs sorozatok
- Kacsamesék (2017 augusztus 12.)
- Hős6os: A sorozat (2017)
- Country Club (2018)

### Marvel sorozatok
- Pókember (2017. augusztus 1.)

### Más adóról átvett sorozatok
- Beyblade: Burst (2016. december)
- Mega Man (2017)

## Befejezett sorozatok

### Élőszereplős sorozatok
| Eredeti cím           | Magyar cím                     | Eredeti sugárzás                         | Magyar sugárzás (Disney Channel)        |
| --------------------- | ------------------------------ | ---------------------------------------- | --------------------------------------- |
| Pair of Kings         | Király páros                   | 2010. szeptember 10. – 2013. február 18. | 2012. március 31 – 2016. október 1.     |
| Zeke & Luther         | Zeke és Luther                 | 2009. június 15. – 2012. április 2.      | 2009. november 7. - 2012. január 28.    |
| I'm in the Band       | Benne vagyok a bandában        | 2009. november 27. – 2011.december 28.   | 2010. július 17. - 2012                 |
| Kickin' It            | Harcra fel!                    | 2011. június 13. - 2015. március 15      | 2012. május 5. - 2019. október 6.       |
| Aaron Stone           | Aaron Stone                    | 2009. február 13. – 2010. július 30.     | 2009. október. - 2010                   |
| Lab Rats              | Laborpatkányok                 | 2012. február 27. – 2016. február 3.     | 2014. február 8. - 2017. december 7.    |
| Mighty Med            | Szuperdokik                    | 2013. október 7. – 2015. szeptember 9.   | 2014. május 18. – 2016. május 22.       |
| Crash & Bernstein     | Crash és Bernstein             | 2012. október 8. – 2014. augusztus 11    | 2014. szeptember 6. - 2016. február 14. |
| Lab Rats: Elite Force | Laborpatkányok: Az elit csapat | 2016. március 2. – 2016. október 22.     | 2018. február 3. - 2018. május 27.      |

### Animációs sorozatok
| Eredeti cím                        | Magyar cím                             | Eredeti bemutató                       | Magyar bemutató (Disney Channel)   |
| ---------------------------------- | -------------------------------------- | -------------------------------------- | ---------------------------------- |
| Phineas and Ferb                   | Phineas és Ferb                        | 2007. augusztus 17. – 2015. június 12. | 2008. május 26. (Jetix)            |
| Kick Buttowski: Suburban Daredevil | Kick Buttowski: A külvárosi fenegyerek | 2010. február 13. – 2012. november 2.  | 2010. november 27.                 |
| Motorcity                          | Nincs magyar cím                       | 2012. április 30. – 2013 január 7.     | Hazai premier nincs                |
| Tron: Uprising                     | Nincs magyar cím                       | 2012. június 7.                        | Hazai premier nincs                |
| Randy Cunningham: 9th Grade Ninja  | Randy Cunningham: Kilencedikes nindzsa | 2012. augusztus 13. – 2015. július 27. | 2014. június 14.                   |
| Gravity Falls                      | Rejtélyek városkája                    | 2012. június 15. – 2016. február 15.   | 2012. október 20. – 2016. május 7. |
| Wander Over Yonder                 | Wander, a galaktikus vándor            | 2013. augusztus 16. – 2016. június 27. | 2014. március 29.                  |
| The 7D                             | A 7T                                   | 2014. július 7. – 2016. november 5.    | 2014. december 7.                  |

### Marvel sorozatok
| Eredeti cím                            | Magyar cím                      | Eredeti bemutató                       | Magyar bemutató                                       |
| -------------------------------------- | ------------------------------- | -------------------------------------- | ----------------------------------------------------- |
| The Avengers: Earth's Mightiest Heroes | A Föld legnagyobb hősei         | 2010. szeptember 22. – 2013. május 5.  | ? (Story4)                                            |
| Hulk and the Agents of S.M.A.S.H.      | Hulk és a Z.Ú.Z.D.A. ügynökei   | 2013. augusztus 11. – 2015. június 28. | 2014. március 25. (Story4)                            |
| Ultimate Spider-Man                    | A Pókember elképesztő kalandjai | 2012. április 1. – 2017. január 7.     | 2012. július 1. – 2016. december 17. (Disney Channel) |

### Rövid sorozatok
| Eredeti cím     | Magyar cím       | Eredeti sugárzás | Magyar sugárzás     |
| --------------- | ---------------- | ---------------- | ------------------- |
| Bruno the Great | Nincs magyar cím | 2009.            | Hazai premier nincs |
| Robodz          | Nincs magyar cím | 2009.            | Hazai premier nincs |
| Shreducation    | Nincs magyar cím | 2009 – 10.       | Hazai premier nincs |
| Next X          | Nincs magyar cím | 2009.            | Hazai premier nincs |
| Wipeout Moments | Nincs magyar cím | 2010 – 11.       | Hazai premier nincs |

### Mini sorozatok
| Eredeti cím                          | Magyar cím                            | Eredeti bemutató  | Magyar bemutató (Disney Channel)          |
| ------------------------------------ | ------------------------------------- | ----------------- | ----------------------------------------- |
| Lego Star Wars: Droid Tales          |                                       | 2015. július 6.   |                                           |
| LEGO Star Wars: The Resistance Rises | Lego Star Wars: Az ellenállás hajnala | 2016. február 15. | 2016. szeptember 12.-2016. szeptember 23. |

### Más adóról átvett sorozatok

#### Animációs
| Eredeti cím                        | Magyar cím                 | Disney XD sugárzás                      | Eredeti adó  | Magyar sugárzás                                                |
| ---------------------------------- | -------------------------- | --------------------------------------- | ------------ | -------------------------------------------------------------- |
| Boyster                            | Boyster, az osztrigafiú    | 2014. június 14. – 2015. május 28.      | France 3     | 2015. november 14-2016. július 24. (Disney Channel)            |
| Doraemon                           | Nincs magyar cím           | 2014. július 7. – 2015. szeptember 1.   | TV Asahi     | Hazai premier nincs                                            |
| Jimmy Two-Shoes                    | Jimmy Cool                 | 2009. február 13. – 2011. július 15.    | Teletoon     | ? (Disney Channel)                                             |
| The Jungle Book                    | A dzsungel könyve          | 2012.                                   | TF1          | ? (Minimax)                                                    |
| Kid vs. Kat                        | Kid vs. Kat                | 2009. február 13. – 2011. június 14.    | YTV          | 2009. április 11. – 2011. december 25. (Jetix, Disney Channel) |
| Max Steel                          | Max Steel                  | 2013. március 25. – 2013. december 7.   | ?            | 2013. április 17.-2015. március 6.(Megamax)                    |
| Naruto Shippuden                   | Naruto sippúden            | 2009. október 28. – 2011. október 8.    | TV Tokyo     | ? (?)                                                          |
| Oddbods                            | Oddbods                    | 2015.                                   | ?            | ? (Boomerang)                                                  |
| Packages from Planet X             | Nincs magyar cím           | 2013. július 13. – 2015. február 24.    | Teletoon     | Hazai premier nincs                                            |
| Rated A for Awesome                | Nincs magyar cím           | 2011. június – 2013.                    | YTV          | Hazai premier nincs                                            |
| Slugterra                          | Slugterra                  | 2012. október 15. – 2013. október 19.   | Family Chrgd | 2014. január 26. – 2014. március 5. (Megamax)                  |
| Stitch!                            | Nincs magyar cím           | 2011. október 24. – 2011. október 28.   | TV Tokyo     | Hazai premier nincs                                            |
| Xiaolin Chronicles                 | Saolin krónikák            | 2013. augusztus 26. – 2014. március 26. | ?            | 2014. június 16.-2014. december 19. (Cartoon Network)          |
| Pac-Man and the Ghostly Adventures | Pac-Man és a szellemkaland | 2013. június 15. – 2016                 | Family Chrgd | 2014. január 10. (Megamax)                                     |
| Right Now Kapow                    | Hazai premier nincs        | 2016. szeptember 19. – 2017. május 31.  | Disney Xd    | Nincs magyar cím                                               |

#### Élőszereplős
| Eredeti cím                         | Magyar cím       | Disney XD sugárzás                      | Eredeti adó  | Magyar sugárzás                               |
| ----------------------------------- | ---------------- | --------------------------------------- | ------------ | --------------------------------------------- |
| Battlebots                          | Nincs magyar cím | 2016. május 23. – 2016. június          | ABC          | Hazai premier nincs                           |
| Doctor Who                          | Ki vagy, doki?   | 2015. június 13. – 2016.                | BBC One      | ? (RTL Klub) ? (AXN Sci-Fi)                   |
| Fort Boyard: Ultimate Challenge     | Nincs magyar cím | 2011. október 17. – 2012. január 27.    | CITV         | Hazai premier nincs                           |
| Gaming Show (In My Parents' Garage) | Gaming Show      | 2015. szeptember 9. – 2015.             | Family Chrgd | 2015. november 7. (Megamax)                   |
| Japanizi: Going, Going, Gong!       | Nincs magyar cím | 2013. november 18. – 2013. november 29. | YTV          | Hazai premier nincs                           |
| Just Kidding                        | Nincs magyar cím | 2012. november 19. – 2014. november 30. | Teletoon     | Hazai premier nincs                           |
| Mr. Young                           | Mr. Young        | 2011. szeptember 26. – 2013. január 6.  | YTV          | 2011. március 1.-2013. november 28. (Megamax) |

### A Disney XD-n ismételt sorozatok

#### Animációs
| Eredeti cím                            | Magyar cím                    | Disney XD sugárzás              | Eredeti adó                | Magyar sugárzás                                        |
| -------------------------------------- | ----------------------------- | ------------------------------- | -------------------------- | ------------------------------------------------------ |
| American Dragon: Jake Long             | Amerikai sárkány              | 2009. február 13. – 2012.       | Disney Channel             | 2008 május (Jetix, Disney Channel)                     |
| The Avengers: United They Stand        | Nincs magyar cím              | 2009. – 2012.                   | FOX Kids                   | Hazai premier nincs                                    |
| Batman                                 | Batman: A rajzfilmsorozat     | 2009. – 2010.                   | FOX                        | ? (HBO) ? (Viasat 6)                                   |
| Cars Toons                             | Verdanimációk                 | 2009. február 13. – 2012.       | Toon Disney Disney Channel | ? (Disney Channel)                                     |
| The Emperor's New School               | Király suli                   | 2009. február 13. – 2012.       | Disney Channel             | ? (Disney Channel)                                     |
| Fantastic Four                         | Nincs magyar cím              | 2009. – 2012.                   | Syndication                | Hazai premier nincs                                    |
| Fillmore!                              | Nincs magyar cím              | 2009. február 13. – 2012.       | Toon Disney ABC Kids       | Hazai premier nincs                                    |
| Gargoyles                              | Nincs magyar cím              | 2009. – 2012.                   | Syndication ABC            | Hazai premier nincs                                    |
| The Incredible Hulk                    | Nincs magyar cím              | 2009. – 2012.                   | UPN                        | Hazai premier nincs                                    |
| Iron Man                               | Vasember                      | 2009. – 2012.                   | Syndication                | ? (Fox Kids / Jetix) ? (Viasat 3)                      |
| Jackie Chan Adventures                 | Nincs magyar cím              | 2009. – 2010.                   | The WB                     | Hazai premier nincs                                    |
| Kim Possible                           | Kim Possible                  | 2014. február 3. – 2015. január |                            | ? (Disney Channel) ? (RTL Klub)                        |
| The Legend of Tarzan                   | Tarzan legendája              | 2009. február 13. – 2012.       | ABC UPN                    | ? (RTL Klub)                                           |
| Pinky and the Brain                    | Nincs magyar cím              | 2009. – 2010.                   | The WB                     | Hazai premier nincs                                    |
| Recess                                 | Szünet                        | 2009. február 13. – 2012.       | ABC UPN                    | ? (RTL Klub) ? (Jetix) ?(Disney Channel)               |
| The Replacements                       | Cserecsapat                   | 2009. február 13. – 2010.       | Disney Channel             | ? (Disney Channel)                                     |
| Silver Surfer                          | Nincs magyar cím              | 2009. – 2012.                   | FOX Kids                   | Hazai premier nincs                                    |
| Sonic Underground                      | Nincs magyar cím              | 2012.                           | Syndication                | Hazai premier nincs                                    |
| The Spectacular Spider-Man             | A Pókember legújabb kalandjai | 2009. – 2012.                   | Kids' WB                   | ? (RTL Klub) ? (Viasat 6)                              |
| Super Robot Monkey Team Hyperforce Go! | Nincs magyar cím              | 2009. február 13. – 2012.       | ABC Family Jetix           | Hazai premier nincs                                    |
| Spider-Man                             | Pókember                      | 2009. – 2012.                   | FOX Kids                   | ? (Fox Kids / Jetix) ? (RTL Klub)                      |
| Spider-Man and His Amazing Friends     | Nincs magyar cím              | 2009. – 2012.                   | NBC                        | Hazai premier nincs                                    |
| Spider-Man Unlimited                   |                               | 2009. – 2012.                   | FOX Kids                   | Hazai premier nincs                                    |
| Static Shock                           | Nincs magyar cím              | 2009. – 2010.                   | The WB                     | Hazai premier nincs                                    |
| Storm Hawks                            | Viharsólymok                  | 2011.                           | YTV                        | 2007. november 10. – 2009. május 12. (Cartoon Network) |
| Superman                               | Nincs magyar cím              | 2009. – 2010.                   | The WB                     | Hazai premier nincs                                    |
| X-Men                                  | Nincs magyar cím              | 2009. – 2012.                   | FOX Kids                   | Hazai premier nincs                                    |
| X-Men: Evolution                       | X-Men: Evolúció               | 2009. – 2012.                   | The WB                     | ? (Cartoon Network) 2010 – 2011 (Viasat 6)             |

#### Élőszereplős
| Eredeti cím                     | Magyar cím                  | Disney XD sugárzás                   | Eredeti adó    | Magyar sugárzás                                        |
| ------------------------------- | --------------------------- | ------------------------------------ | -------------- | ------------------------------------------------------ |
| Code: 9                         | Nincs magyar cím            | 2012.                                | Disney Channel | Hazai premier nincs                                    |
| Cory in the House               | Nincs magyar cím            | 2009. február 13. – 2011.            | Disney Channel | Hazai premier nincs                                    |
| Doctor Who                      | Ki vagy, doki?              | 2015. május 9. – 2015.               | BBC One        | ? (RTL Klub) ? (AXN Sci-Fi)                            |
| Even Stevens                    | Nincs magyar cím            | 2009. február 13. – 2010.            | Disney Channel | Hazai premier nincs                                    |
| The Famous Jett Jackson         | Nincs magyar cím            | 2009. február 13. – 2010.            | Disney Channel | Hazai premier nincs                                    |
| The Fresh Prince of Bel-Air     | Kaliforniába jöttem         | 2009. február 13. – 2012.            | NBC            | ? (?)                                                  |
| Jessie                          | Jessie                      | 2013. június 28. – 2014. június 30.  | Disney Channel | 2011. december 31. – 2016. június 19. (Disney Channel) |
| My Babysitter's a Vampire       | Vámpírunk, a gyerekcsősz    | 2011. október 8. – 2012.             | Teletoon       | 2011 – ?(Disney Channel)                               |
| Phil of the Future              | Nincs magyar cím            | 2009. február 13. – 2010.            | Disney Channel | Hazai premier nincs                                    |
| So Random!                      | Nincs magyar cím            | 2012.                                | Disney Channel | Hazai premier nincs                                    |
| The Suite Life of Zack and Cody | Zack és Cody élete          | 2009. február 13. – 2014. október    | Disney Channel | 2009. szeptember 19. – ? (Disney Channel)              |
| The Suite Life on Deck          | Zack és Cody a fedélzeten   | 2009. február 13. – 2014. október    | Disney Channel | 2010 október 4. – 2013. december 15. (Disney Channel)  |
| Wizards of Waverly Place        | Varázslók a Waverly helyből | 2012. február 13. – 2014. június 30. | Disney Channel | ? – 2012. május 26. (Disney Channel)                   |

## Adásváltozatok
| Ország                                         | Régió neve                                 | Nyelv                                              | Indult | Megszűnt                                                                | Nézettség |
| ---------------------------------------------- | ------------------------------------------ | -------------------------------------------------- | --- | ----------------------------------------------------------------------- | --------- |
| Amerikai Egyesült Államok                      | Disney XD (Egyesült Államok)               | angol                                              | 2009. február 13. |                                                                         |           |
| Latin-Amerika                                  | Disney XD (Latin-Amerika)                  | spanyol, portugál                                  | 2009. július 3. |                                                                         |           |
| Kanada                                         | Disney XD (Kanada)                         | angol                                              | 2011. június 1. (WildBrain) 2015. december 1. (Cours Entertainment)                                                                      | 2015. október 9 (WildBrain)                                             |           |
| Franciaország                                  | Disney XD (Franciaország)                  | francia                                            | 2009. április 1. | 2020. május 1                                                           |           |
| Németország · Ausztria · Svájc · Liechtenstein | Disney XD (Németország)                    | német                                              | 2009. október 9. | 2020. április 1                                                         |           |
| Görögország · Ciprus                           | Disney XD (Görögország és Ciprus)          | görög                                              | 2009. október 3. |                                                                         |           |
| Olaszország                                    | Disney XD (Olaszország)                    | olasz                                              | 2009. szeptember 23. | 2019. október 1                                                         | 0,05%     |
| India                                          | Disney XD (India)                          | hindi                                              | 2009. november 14. |                                                                         |           |
| Japán                                          | Disney XD (Japán)                          | japán, angol                                       | 2009. augusztus 1. | 2021. január 31                                                         |           |
| Mexikó                                         | Disney XD (Mexikó)                         | spanyol                                            | 2009. július 3. |                                                                         |           |
| Hollandia · Belgium                            | Disney XD (Hollandia és Belgium)           | holland                                            | 2010. január 1. |                                                                         | 1,4%      |
| Dánia · Finnország · Svédország · Norvégia     | Disney XD (Skandinávia)                    | dán, finn, norvég, svéd, angol                     | 2009. szeptember 12. | 2020. december 31                                                       |           |
| Lengyelország                                  | Disney XD (Lengyelország)                  | lengyel                                            | 2009. szeptember 19. |                                                                         | 0,83%     |
| Dél-afrikai Köztársaság                        | Disney XD (Dél-Afrika)                     | angol                                              | 2012. február 25. | 2020. szeptember 30                                                     |           |
| Szerbia                                        | Disney XD (Szerbia)                        | szerb                                              | 2009. október 3. |                                                                         |           |
| Spanyolország                                  | Disney XD (Spanyolország)                  | spanyol                                            | 2009. szeptember 18. | 2020. április 1                                                         |           |
| Törökország                                    | Disney XD (Törökország)                    | török                                              | 2009. október 3. | 2021. január 1                                                          |           |
| Egyesült Királyság · Írország                  | Disney XD (Egyesült Királyság és Írország) | angol, ír                                          | 2009. augusztus 31. | 2020. október 1                                                         | 0,1%      |
| Délkelet-Ázsia                                 | Disney XD (Délkelet-Ázsia)                 | angol, indonéz, maláj, tamil, kínai mandarin, thai | 2012. szeptember 15. (Malajzia) 2013. március 16. (Szingapúr) 2013. október 19. (Indonézia és Thaiföld) 2014. május 31. (Fülöp-szigetek) | 2019. március 1. (SD-hírcsatorna, Malajzia) 2020. május 31. (Szingapúr) |           |

## Fordítás
Ez a szócikk részben vagy egészben  a   Disney XD című angol Wikipédia-szócikk fordításán alapul.  Az eredeti cikk szerkesztőit annak laptörténete sorolja fel. Ez a jelzés csupán a megfogalmazás eredetét és a szerzői jogokat jelzi, nem szolgál a cikkben szereplő információk forrásmegjelöléseként.